# 3475 Фіхте
3475 Фіхте (3475 Fichte) — астероїд головного поясу, відкритий 4 жовтня 1972 року чехословацьким астрономом Любошем Когоутеком. Названий на честь німецького письменника Губерта Фіхте.
Тіссеранів параметр щодо Юпітера — 3,137.